# 田中義麿
田中 義麿（たなか よしまろ、1884年10月6日 - 1972年7月1日）は、日本の遺伝学者、育種学者。九州大学名誉教授。

## 生涯
長野県東筑摩郡片丘村（現塩尻市）生まれ。旧制松本中学（長野県松本深志高等学校）を経て、東北帝国大学農科大学(現・北海道大学農学部)在学中、動物学教室でウィリアム・ベイトソンの『メンデルの遺伝の法則』をに感銘を受け遺伝学を志す。1911年に同大助教授となり、1913年、日本で初めて遺伝学を講義する。1917年、「蚕の遺伝学的研究」で農学博士号を得る。欧米留学後の1924年には九州帝国大学農学部教授となる。
安藤広太郎らと7名で1915年、日本育種学会（1920年に日本遺伝学会に改組）を創設、1939年日本遺伝学会会長、1949年には国立遺伝学研究所の第一部長に就任した。1957年日本学士院会員。
蚕の伴性遺伝の研究を通じて近代遺伝学の基礎を築き上げたほか、世界初の試みである半野生動物の品種改良など動物育種学の先駆者となった。

## 著書
- 蚕の遺伝と品種改良 1917
- 蚕の遺伝講話 1919
- 蚕体解剖学講義上 1919
- 科学論文の書き方 1929
- 生物環境学 1932
- 遺伝学 1934
- 人為突然変異 1938
- 動物育種遺伝学 1943
- 蚕学 1943
- 基礎遺伝学 1951

## 論文
- 田中義麿, 「蚕における伴性遺伝の研究」『蚕業試験場報告』 6巻 1号 p.1-33, 1921, NAID 10010963648
- 田中義麿, 「X線照射に因る家蠶の遺傳的異常分離比」『遺伝学雑誌』 9巻 4号 1933-1934年 p.197-207, doi:10.1266/jjg.9.197
- 田中義麿, 「柞蠶の越年ご環境特に日長効果 (I)」『日本蚕糸学雑誌』 19巻 4号 1950年 p.358-371, doi:10.11416/kontyushigen1930.19.358